# Merab Abramichvili
Merab Abramichvili (en géorgien : მერაბ აბრამიშვილი), né le 16 mars 1957 à Tbilissi et mort le  22 juin 2006, est un peintre géorgien dont les œuvres sont influencées par l'Art médiéval et le néo-expressionnisme européen.

## Biographie
Abramichvili est né à Tbilissi, alors capitale de la République socialiste soviétique de Géorgie. Il est diplômé de l'Académie des beaux-arts de Tbilissi en 1981 avec une spécialisation en graphisme sur chevalet. Son esthétique est influencée par les fresques géorgiennes médiévales et les miniatures orientalistes qui lui ont été présentées par son père, Gouram Abramichvili, critique d'art et expert en art médiéval géorgien au Musée d'art de Géorgie.
Impressionné par les fresques médiévales de l'église Sioni d'Ateni, il adopte la technique du gesso, émulsion particulière notamment pour la tempera, pour créer une texture murale dans sa peinture de chevalet. Grâce à son langage visuel et à son esthétique uniques, Abramichvili s'impose comme l'un des principaux artistes géorgiens, dépassant les clichés établis de l'ère soviétique. Dans la période d'instabilité politique post-soviétique, Abramichvili se préoccupe d'images mystiques. La technique développée par l'artiste confère à ses œuvres une expressivité particulière. Toute image dans les œuvres acquiert la valeur d'un symbole, qui représente simultanément la représentation de différentes cultures et de l'abstraction. 
Abramichvili travaille comme professeur de dessin à l'école du village de Mskhaldidi, dans la municipalité de Mtskheta, et a été membre de l'Union des artistes de Géorgie (1988-2006). 
Il décède subitement le 22 juin 2006.
Ses œuvres ont été exposées dans le cadre d'expositions individuelles et collectives en Géorgie et à l'étranger. Ses peintures sont conservées au Musée d'art de Géorgie et à la Galerie Nationale de Tbilissi ainsi qu'au Musée Ludwig de Cologne et dans différentes collections privées.

## Galerie

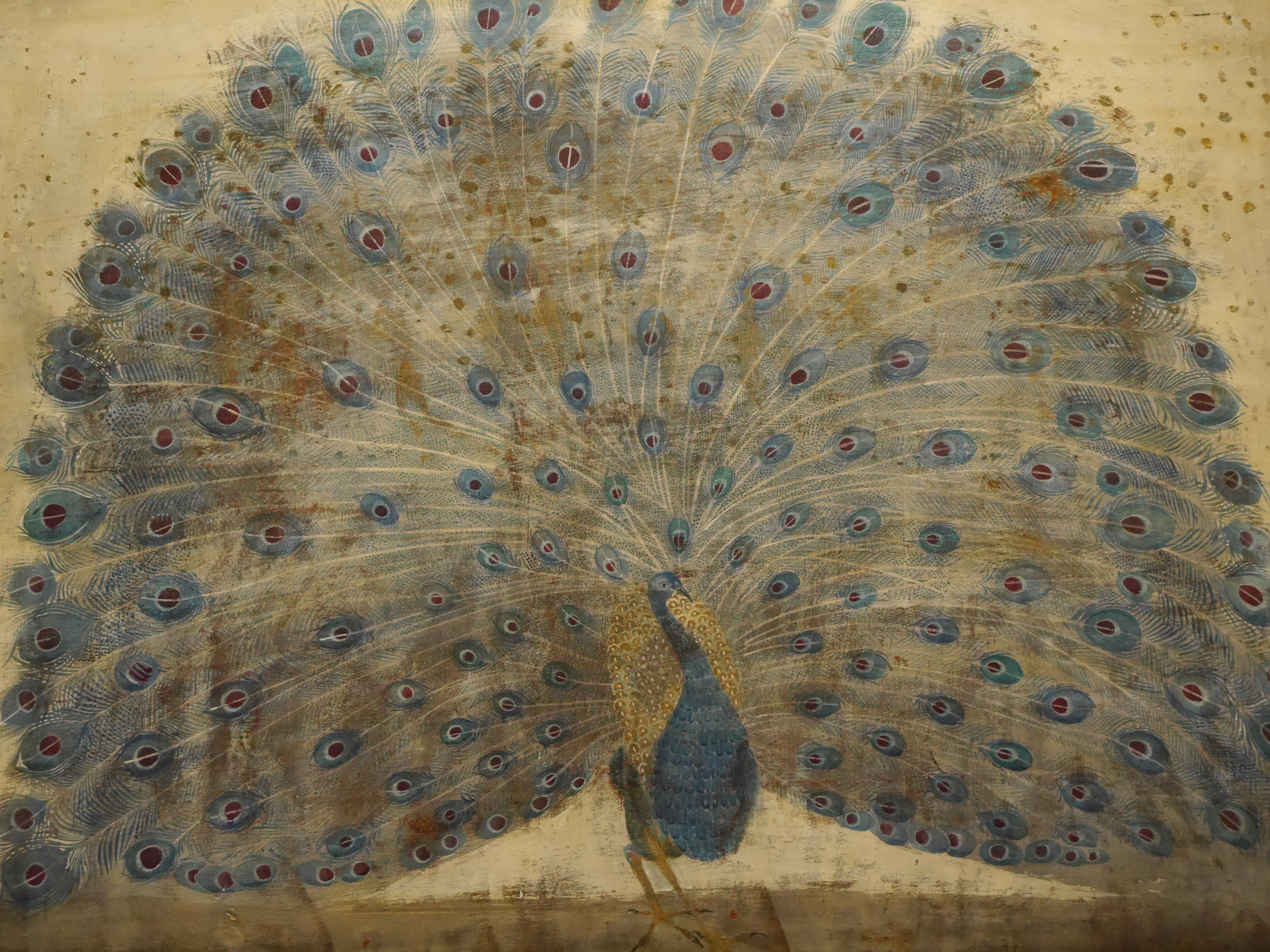
Paon
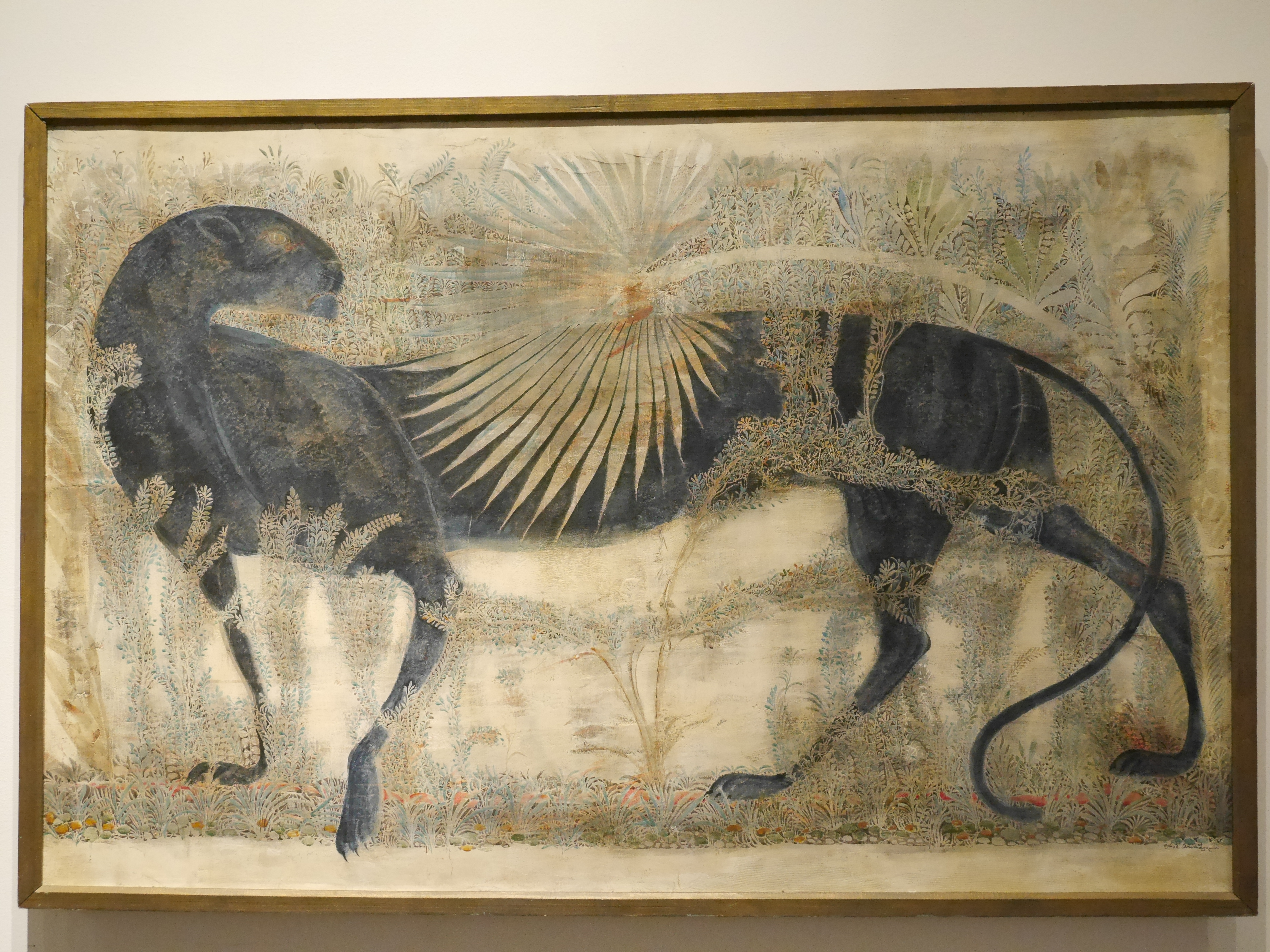
Panthère noire
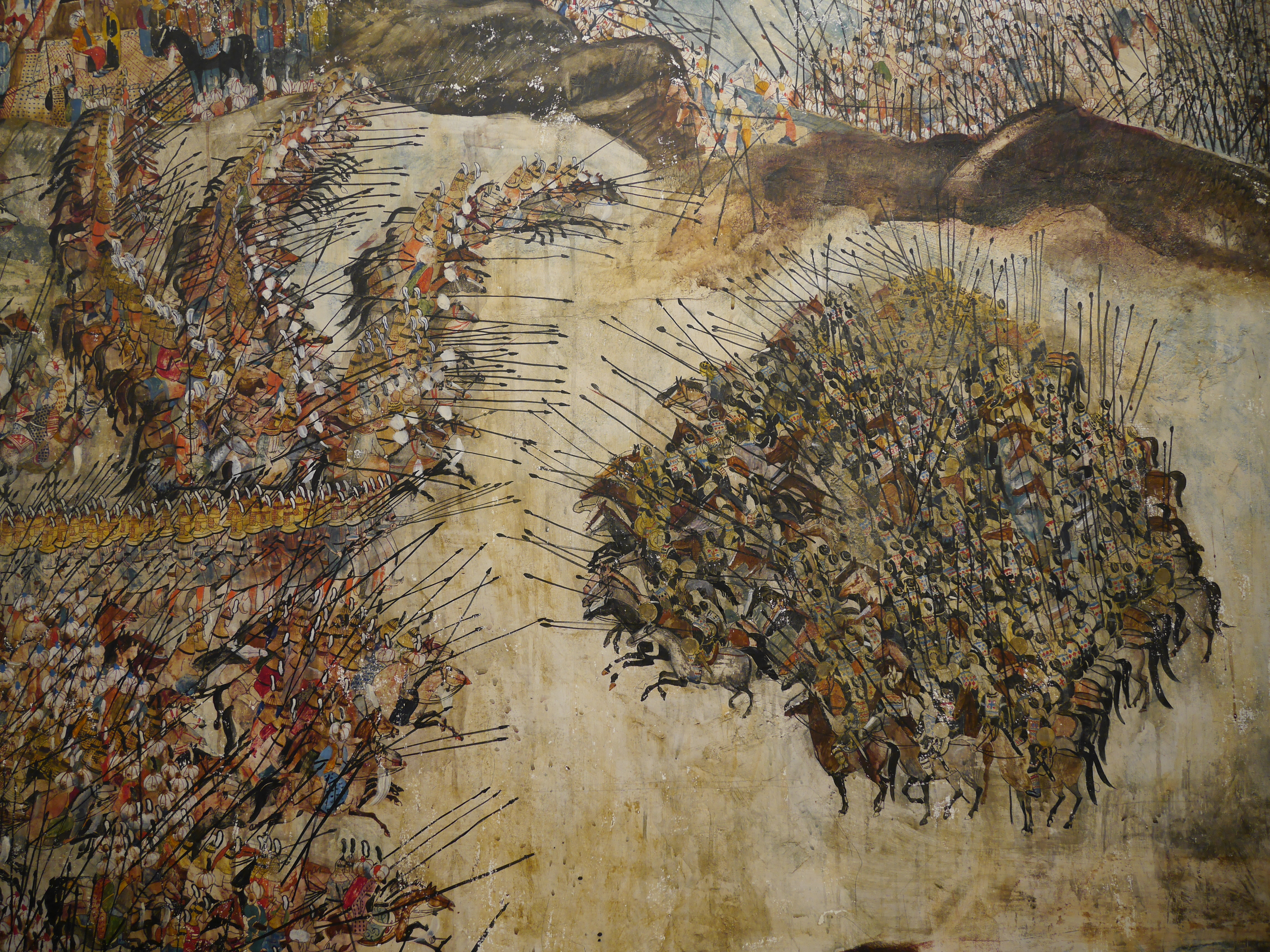
Les Trois cents Aragviens
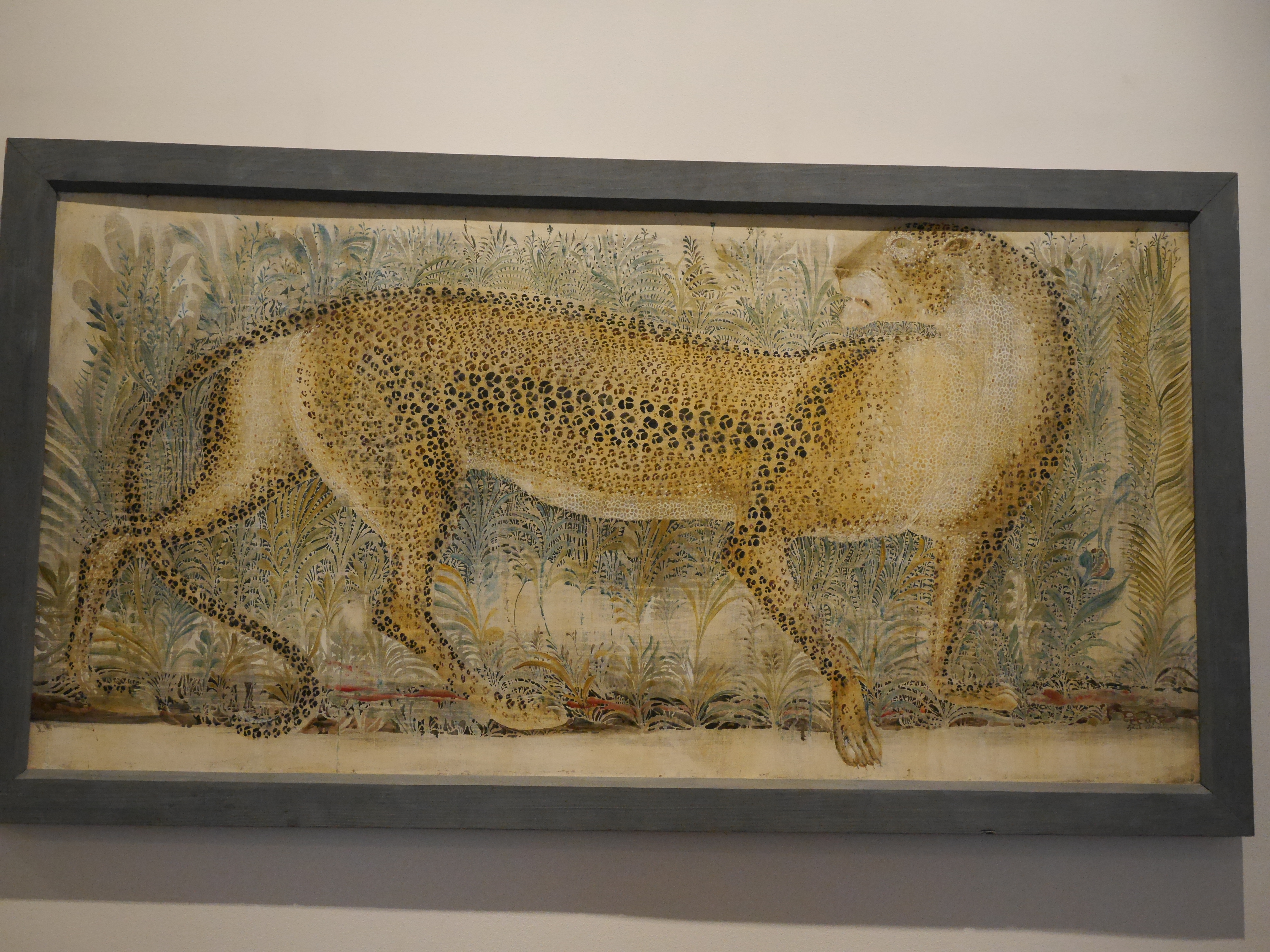